# MAN D0836
MAN D0836 – 6 cylindrowy rzędowy silnik wysokoprężny o pojemności 6870cm³ produkowany przez MAN Engines. Skok cylindra wynosi 125 mm, zaś średnica 108 mm.

## Zastosowanie
- MAN NL xx3
- MAN Lion’s City
- Jelcz M125M
- MAN NM 223